# Puma (Sportartikelhersteller)
Die Puma SE (Eigenschreibweise: PUMA) ist ein börsennotierter deutscher Hersteller von Sportartikeln, unter anderem von Schuhen, Textilien und Accessoires, mit Sitz in Herzogenaurach. Zum Unternehmen zählt auch die Marke Cobra Golf. Puma war mit 8,47 Milliarden Euro Jahresumsatz und 16.669 Beschäftigten im Jahr 2022 nach Nike und Adidas der drittgrößte Sportartikelanbieter weltweit. Das Unternehmen hielt einen Anteil von 5 % an Borussia Dortmund, dessen Ausrüster Puma seit 2012 ist.

## Unternehmensgeschichte

### Anfangsjahre
Rudolf Dassler begann 1923, gemeinsam mit seinem Bruder Adolf, Sportschuhe zu produzieren. Die Brüder Dassler gründeten 1924 die Sportschuhfabrik Gebrüder Dassler in Herzogenaurach, Deutschland. Aufgrund von Meinungsverschiedenheiten begann Rudolf nach dem Zweiten Weltkrieg mit dem Aufbau eines eigenen Unternehmens, während sein Bruder Adidas gründete. Als Firmenname war zunächst Ruda (aus Rudolf Dassler) vorgesehen. Da Rudolf Dasslers Spitzname unter Sportlerfreunden in Jugendjahren allerdings „Puma“ gewesen war und wegen des ähnlichen, aber besseren Klangs sowie der Assoziation mit der Dynamik des amerikanischen Silberlöwen, fiel die Entscheidung schließlich auf Puma als Firmenname. Rudolf Dassler ließ am 14. Januar 1949 die Puma Schuhfabrik Rudolf Dassler ins Handelsregister eintragen.
Mit dem Modell Atom wurde noch 1948 der erste Puma-Fußballschuh eingeführt. Rudolf Dassler begann 1949 mit der Entwicklungsarbeit für die Herstellung eines Fußballschuhs mit Schraubstollen. Der mit diesen Stollen versehene Schuh Super Atom kam 1952 unter Beteiligung zahlreicher Fußballexperten, darunter Sepp Herberger, auf den Markt. Das Nachfolgemodell Brasil war 1953 marktreif. 1957 ließ Dassler die Wort-Bild-Marke Puma patentieren. Zur Fußball-WM 1958 in Schweden wurden alle Puma-Schuhmodelle seitlich mit dem geschwungenen Markenzeichen Pumas, dem Formstreifen, versehen.

Afrika-Logo zur Fußball-Weltmeisterschaft 2010

 Die Firma wurde 1959 in eine Kommanditgesellschaft umgewandelt, seitdem hieß sie Puma-Sportschuhfabriken Rudolf Dassler KG. Rudolf Dasslers Ehefrau und seine beiden Söhne wurden Teilhaber.
Genau wie Adidas war Puma in den Folgejahren aus Marketinggründen darauf bedacht, möglichst viele Sportler, die bei internationalen Wettkämpfen antraten, unter Vertrag zu nehmen. Dazu zählten unter anderem Heinz Fütterer, Armin Hary, Gaston Roelants, Mary Rand, Abebe Bikila, Pelé (für ihn wurde das Modell King entwickelt), Eusébio, Tommie Smith, John Carlos, Lee Evans, Bob Seagren, John Akii-Bua, Mary Peters (Leichtathletin), Randy Williams, Klaus Wolfermann, Walt Frazier (für ihn wurde das Modell Clyde entwickelt), Johan Cruyff, Guillermo Vilas, Diego Maradona, Evelyn Ashford, Boris Becker, Martina Navrátilová, Lothar Matthäus (dessen Eltern und Bruder bei Puma beschäftigt waren), Heike Drechsler, Dieter Baumann, Linford Christie, Merlene Ottey, Colin Jackson oder Serena Williams.
Das Unternehmenslogo, ein springender Puma, wurde am 10. Januar 1968 von dem Grafiker Lutz Backes entworfen. Im gleichen Jahr brachte das Unternehmen den Basketball-Schuh Suede aus Veloursleder heraus, der bis heute produziert wird. Beim Protest bei den Olympischen Spielen 1968 hielt Tommie Smith in Socken auf dem Siegerpodest stehend in der linken Hand seinen Suede-Schuh in die Luft. 1979 wurde der springende Puma über der Wortmarke platziert.
Ab den späten 1960er Jahren produzierte das Unternehmen neben Sportschuhen auch Sportbekleidung. Nach dem Tod von Rudolf Dassler im Jahr 1974 übernahmen seine Söhne Armin und Gerd die Firmenleitung. Armin hielt dabei 70 % und Gerd 30 % der Anteile. 1986 wurde Puma von einer Kommanditgesellschaft in eine Aktiengesellschaft umgewandelt. Armin Dassler musste Ende 1987 seinen Vorstandsposten auf Drängen der Deutschen Bank räumen. Als Konzernchef wurde ein betriebsfremder Manager, Hans Woitschätzke, bestimmt.
Seit der Trennung der Brüder Dassler im Streit in den 1940ern hatte die fortdauernde Rivalität zwischen den Unternehmen Adidas und Puma am gemeinsamen Standort Herzogenaurach eine Anspannung nicht nur zwischen den beiden Belegschaften, sondern auch unter der Bevölkerung des Ortes geschaffen, die sich erst seit etwa den 2000er Jahren entspannte.

### Krise und Turnaround

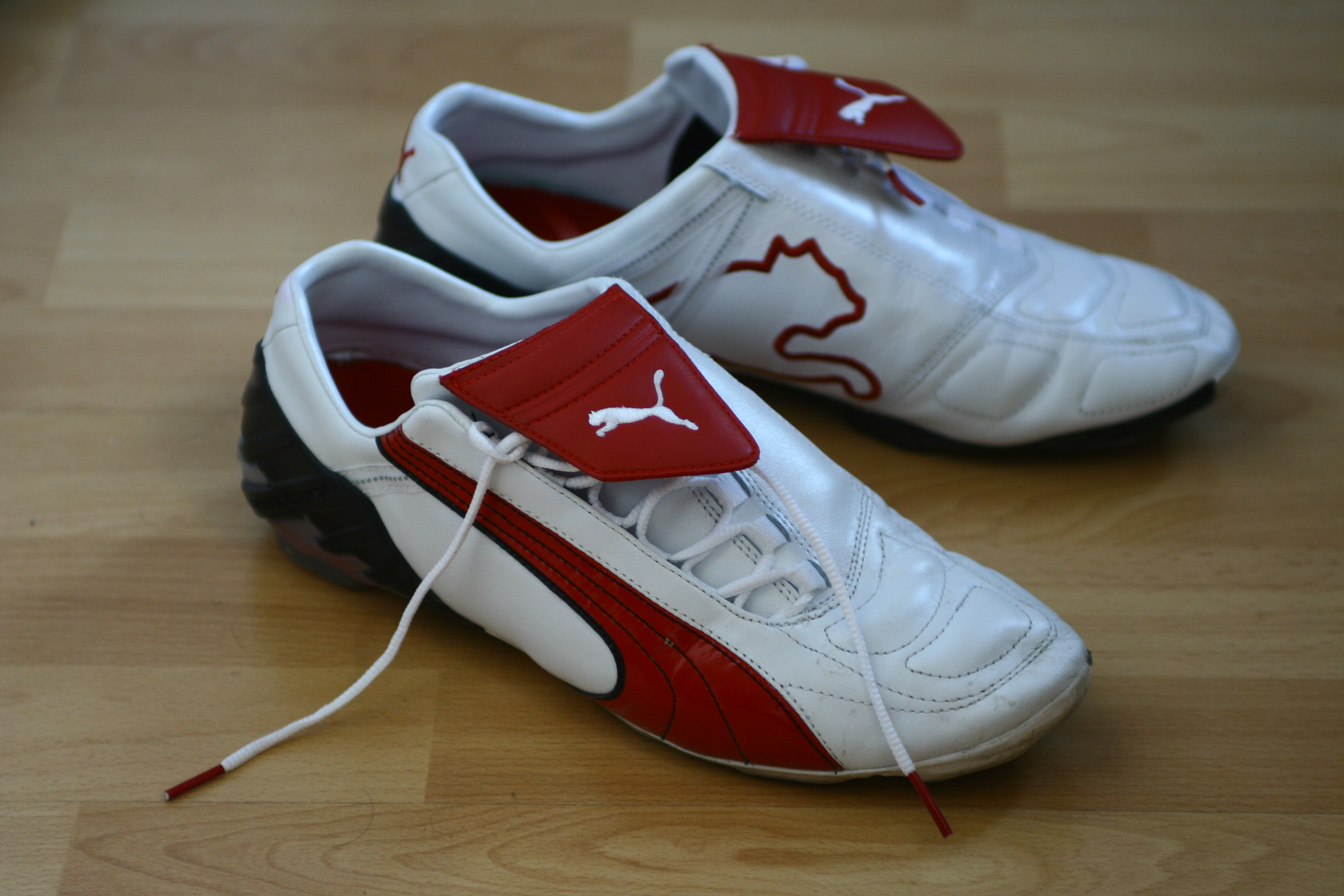
Freizeitschuhe von Puma

Als Puma spätestens ab Anfang der 1990er Jahre in eine Krise geriet, entschied sich die Unternehmensleitung für eine Neuausrichtung der Marke. Seit 1986 hatte Puma rote Zahlen geschrieben und galt bei der relevanten Zielgruppe zunehmend als unattraktive Billigmarke. Anfang der 1990er war Puma als ehemals Zweitplatzierter hinter Adidas in Bezug auf die Absatzzahlen hinter Adidas, Nike und Reebok auf Platz vier zurückgefallen. Das Unternehmen litt unter anderem unter hohen Produktionskosten, einer zu breiten Produktpalette, angehäuften Schulden und uneinheitlichen Marketingaktivitäten. 1987 wurde ein Verlust von 73 Millionen DM erwirtschaftet. Das Amerika-Geschäft sackte in den Keller. Ab den 1990ern führte Puma das Dämpfungssystem Trinomic und das schnürsenkellose Verschlusssystem Disc ein. 1991 brach der deutsche Markt ein.
Die schwedische Beteiligungsgesellschaft Proventus/Aritmos B.V. wurde 1990 Mehrheitsaktionär, nachdem die Dassler-Erben infolge gravierender Managementfehler ihre Anteile ein Jahr zuvor an die Schweizer Handelsgruppe Cosa Liebermann verkauft hatten. Die Neuausrichtung fand unter dem damals 30-jährigen, 1993 von Pumas Hauptanteilseigner Aritmos bestellten Vorstandsvorsitzenden Jochen Zeitz statt. Der Restrukturierungsplan sah zunächst einen Umbau der Unternehmensorganisation, die Schließung unrentabler Produktionsstätten und eine Verschmälerung des Sortiments, besonders im unteren Preissegment, vor. Die Produktion am Standort Herzogenaurach wurde aufgegeben. Die deutsche Mitarbeiterzahl sank von 719 auf 367, und Zeitz löste zahlreiche Stellen im mittleren Management des Weltkonzerns auf. Das erste positive Jahresergebnis seit dem Börsengang von 1986 erreichte Puma 1994. Im gleichen Jahr erzielte man den höchsten Gewinn in der bisherigen Firmengeschichte. Des Weiteren nahm Zeitz das Marken-Image des Sportartikelherstellers ins Visier: Puma setzte von nun an neben den reinen Sportartikeln konsequent auf Mode- und Lifestyleprodukte. Es war lange übersehen worden, dass die meisten Kunden Sportschuhe als modische Freizeitschuhe kauften. Dazu wurden ab 1996 Kooperationen mit internationalen Designern eingegangen, aufwendige Marketingkampagnen mit bekannten Sportlern wie etwa Serena Williams als Testimonials gefahren, die Verkaufsstandorte für Puma-Produkte reduziert. Der malische Modedesigner Lamine Badian Kouyaté wurde beauftragt, mit seiner Modemarke Xuly Bët Puma-Bekleidung aus vergangenen Kollektionen zu Haute Couture neu zusammenzuschneidern und werbewirksam auf den Pariser Laufstegen zu präsentieren. Mit der Modemarke Jil Sander ging Puma ab 1996 eine Kooperation über Sneaker im gehobenen Preissegment ein, die ab 1998 im Handel erhältlich war.
Puma wurde 1999 offizieller Ausrüster der U.S. National Football League (NFL). 2000 startete eine langjährige Kooperation mit dem japanischen Designer Yasuhiro Mihara über hochpreisige Sportschuhe und Bekleidung, die von 2001 bis Mitte der 2010er Jahre angeboten wurden. Mit dem Model Christy Turlington wurden die Yoga-Kollektionen Nuala und mahanuala erschaffen. Der Designer Marc Jacobs entwarf eine Nuala-Handtasche. Die skandinavische Tretorn-Gruppe wurde 2001 von Puma übernommen. 2001 kam das bereits ab 1998 entwickelte Modell Speedcat auf den Markt. 2002 eröffnete Puma schließlich eigene Ladengeschäfte, nachdem massiv in die Produktinnovation investiert worden war. Den Lifestyle-Sneaker Mostro trug die Popsängerin Madonna 2002 entgeltfrei während ihrer Konzerttour und beflügelte damit den Puma-Umsatz. Die kurzlebige Puma Platinum Kollektion mit hochwertigen, aus der Welt des Polo (Sport), Segelns oder Golfsports inspirierten Schuhmodellen wurde in dieser Zeit angeboten. Ebenso 2002 wurde mit dem britischen Designer Neil Barrett die hochpreisige Puma 96 Hours Kollektion für Geschäftsreisende lanciert, die bis Mitte der 2000er existierte, und mit dem niederländischen Schuhdesigner Alexander van Slobbe eine Zusammenarbeit begonnen. Zeitz ernannte Barrett 2003 zum Kreativdirektor von Puma. Der Mehrheitsaktionär Monarchy/Regency, der ab 1996 etwa 40 % an Puma gehalten hatte, veräußerte 2003 seinen Aktienanteil an einen breitgestreuten Kreis von internationalen, institutionellen Anlegern. Gemeinsam mit dem Designer Philippe Starck entwarf Puma 2004 eine Schuhkollektion. In dieser Zeit fanden nach massiven Outsourcing-Maßnahmen über 80 % der Produktion von Puma-Artikeln in Asien statt. 2005 begann eine Zusammenarbeit mit Alexander McQueen über Sportschuhe im gehobenen Genre, die ab 2006 erhältlich waren. Die Kooperation dauerte bis in die frühen 2010er Jahre an und wurde ab 2014 für einige Saisons mit der Zweitlinie McQ fortgeführt. Die zahlreichen Designer-Kollaborationen, ebenso wie die Vintage-Kollektion Rudolf Dassler Schuhfabrik, wurden schließlich ab Mitte der 2000er unter dem Begriff Puma Black Station zusammengefasst, wofür eigens sogenannte exklusive Puma Black Stores eröffnet wurden. Zeitz wird zugutegehalten, Puma vor dem Bankrott bewahrt und höchst erfolgreich den Turnaround geschafft zu haben.
Anfang 2009 kaufte Puma das schwedische Merchandising-Unternehmen Brandon Company AB auf, mit dem seit dem Einstieg Pumas in die Welt des Segelsport-Sponsorings beim Volvo Ocean Race 2008–2009 eine Zusammenarbeit bestand. Im gleichen Jahr unterzeichnete Puma mit dem französischen Mobilfunkunternehmen Sagem Wireless (2011 in Insolvenz) einen Kooperationsvertrag zur Einführung eines Puma-Mobiltelefons, das ab Mitte 2010 angeboten wurde. Ebenso 2009 übernahm Puma mehrheitlich den niederländischen Bodywear- und Sockenhersteller Dobotex, mit dem seit 1997 ein Lizenzabkommen bestand (2012 vollständig aufgekauft). Zum ersten Mal ersetzte Puma 2010 die Raubkatze in seinem Logo. Zur Fußball-Afrikameisterschaft 2010 und zur Fußball-Weltmeisterschaft 2010 führte Puma ein Logo mit dem Umriss des afrikanischen Kontinents ein. Franz Koch, der Puma als reine Sportmarke zurück zu den Wurzeln führen wollte, löste im März 2011 den langjährigen Vorstandsvorsitzenden Jochen Zeitz ab. Zeitz, der bis November 2012 den Puma-Verwaltungsrat leitete und dann aus dem Unternehmen ausschied, hatte Koch als seinen Nachfolger aufgebaut. Die Rechtsform von Puma wurde im Juli 2011 in SE geändert. Im Herbst 2011 kündigte Puma an, die Segel-Mannschaft des Team Oracle beim 34. America’s Cup 2013 auszustatten. Beim Volvo Ocean Race 2011–2012 nahm Puma als Sponsor des Teams Puma Ocean Racing powered by Berg Propulsion teil. Ende 2013 wurde Pumas Engagement im Segelsport-Sponsoring aufgegeben. Mit „Puma Factory“ startete Puma 2013 erneut ein Angebot für personalisierte Produkte (Mass Customization). Wie beim 2005 eingeführten PUMA Mongolian Shoe BBQ konnten vom Kunden vorerst drei Schuh-Modelle in eigenen Farben entworfen und bestellt werden.

### Kering
Über die Mayfair-Beteiligungsgesellschaft erwarben Günter Herz und seine Schwester 2005 für 500 Millionen Euro einen Puma-Aktienanteil von 25,27 %. 2006 wurde Puma in dem Dow Jones Sustainability Index gelistet. Außerdem wurde ein Konzept zur Verbesserung von Umwelt- und Sozialstandards in der Produktionskette des Unternehmens vorgestellt. 2006 präsentierte Puma eine Accessoires-Kollektion mit dem niederländischen Produktdesigner Marcel Wanders. Der französische Konzern PPR (2013 umbenannt in Kering) übernahm am 9. April 2007 ein Aktienpaket von 27,1 % für 1,4 Milliarden Euro von den Tchibo-Erben Herz. PPR konnte seine Beteiligung bis zum Ende der regulären Annahmefrist am 20. Juni 2007 nur auf 33,2 % aufstocken. Nach Verlängerung der Annahmefrist um weitere zwei Wochen konnte PPR seinen Puma-Anteil bis zum 17. Juli 2007 jedoch auf 62,1 % aufstocken.
Noch 2007 wurde der Vertrag von Zeitz um fünf Jahre verlängert. Zur stellvertretenden Vorstandsvorsitzenden wurde Melody Harris-Jensbach 2008 ernannt. 2008 wurde Hussein Chalayan zum Kreativdirektor von Puma ernannt; er blieb bis 2012. Puma bzw. PPR übernahm den Mehrheitsanteil seines gleichnamigen Mode-Labels, welchen Chalayan später von Puma zurückkaufte. Spätestens mit Chalayans Ernennung wurden die zahlreichen Designer-Kooperationen von Puma seit Ende der 1990er wieder zurückgefahren.
Weil Franz Koch und Jochen Zeitz sich 2011 innerhalb weniger Monate über die strategische Ausrichtung des Konzerns uneinig wurden – Zeitz hatte die Lifestyle-Sparte massiv ausgebaut, Koch wollte sie nahezu stilllegen – und weil Koch sich nach einem Gewinneinbruch 2012 mit grundlegenden Sanierungsmaßnahmen nicht durchsetzen konnte, musste er mit Beschluss der Kering-Eigner von Dezember 2012 seinen Posten als Puma-CEO im Frühjahr 2013 räumen.
Nach weiteren Aktienkäufen bis Ende 2013 gehörten Kering schließlich 86 % des Unternehmens Puma. Die restlichen 14 % befanden sich im Streubesitz.
Im Frühjahr 2017 schied François-Henri Pinault aus dem Puma-Aufsichtsrat aus. Anfang 2018 gab Kering bekannt, den 86%igen Anteil an Puma bis Mitte 2018 größtenteils als Sachdividende unter den eigenen Aktionären zu verteilen und somit auf 16 % zu reduzieren. Im April des Jahres bestätigte die Hauptversammlung von Kering dieses Vorhaben. Durch die Umverteilung hält die Kering-Gründerfamilie mit ihrer Beteiligungsgesellschaft Artémis Group ca. 29 % am Unternehmen Puma, während der Kering-Konzern selbst im Besitz von 16 % bleiben wird. Seither sind etwa 55 % der Puma-Aktien im Streubesitz. Im Mai 2021 verkaufte Kering einen Großteil seiner Anteile und besitzt nur mehr 4 %.

### Neuausrichtung
Am 23. Oktober 2012 hat der Verwaltungsrat einstimmig Jean-François Palus, Group Managing Director von Pumas Mehrheitsaktionär PPR, zum neuen Verwaltungsratsvorsitzenden mit Wirkung zum 1. Dezember 2012 gewählt. Der in Zürich geborene Norweger und ehemalige Fußballspieler Bjørn Gulden wurde mit Wirkung zum 1. Juli 2013 zum neuen Vorsitzenden der Geschäftsführung (CEO) bestellt.
Nachdem das Unternehmen seit 2012 unter stagnierenden Umsätzen und Gewinnrückgängen gelitten hatte, stellte Björn Gulden im Herbst 2013 eine neue Markenpositionierung des Unternehmens vor. Unter dem Leitbild „Forever Faster“ will Puma die „schnellste Sportmarke der Welt“ werden und sich dabei verstärkt auf die Kernsportkategorien Fußball, Running und Training, Golf und Motorsport konzentrieren. Das Produktsortiment werde allerdings weiterhin Sport inspirierte Lifestyle-Produkte beinhalten. Im Rahmen der Restrukturierung und Neuausrichtung stellte der Konzern seine Sportkategorien Segeln und Rugby ein. Seit 2013 ist Torsten Hochstetter Kreativdirektor von Puma. 2015 wurde eine Zusammenarbeit mit Rihanna begonnen, die 2016 in einer fortdauernden, hochpreisigen Kollektion aus Bekleidung und Schuhen namens Fenty, dem Nachnamen der Sängerin, für Damen resultierte.
Im Frühjahr 2018 bezog Puma ein neues sechsgeschossiges Verwaltungsgebäude in Herzogenaurach. Eine 85 Meter lange Fußgängerbrücke mit einem 36 Meter hohen Pylon verbindet das neue Gebäude mit der bestehenden Unternehmenszentrale.
Nach 20 Jahren nahm Puma das Geschäft mit Basketballschuhen im Jahr 2018 wieder auf und ernannte Jay-Z zum „Creative Director“ von Puma Basketball.

## Bekannte Modelle
1970 brachte Puma den Turnschuh Clyde auf den Markt, der eigens für die NBA-Ikone Walt »Clyde« Frazier entwickelt wurde. Im Jahr 2008 feiert der Puma KING seinen 40. Geburtstag. Das Jubiläumsmodell KING XL (XL steht hier für die römische Zahl 40) ist gleichzeitig eine Hommage an den portugiesischen Fußball-Star Eusébio. Er hatte 1968 mit dem KING 42 Tore erzielt und so den erstmals vergebenen „Goldenen Schuh“ als bester Torschütze in Europas Ligen gewonnen. Herausragendes Merkmal des über die Jahre ständig optimierten Fußballschuhs ist sein von Anfang an besonders flacher Schnitt. Dieser und der äußerst flexible Aufbau sollte einen besonders guten Ballkontakt ermöglichen. Zu den prominentesten Trägern zählen Fußball-Legenden wie Pelé, Eusébio, Vogts, Bonhof, Netzer, Cruyff, Kempes, Maradona, Völler und Matthäus.

## Sponsorenaktivitäten

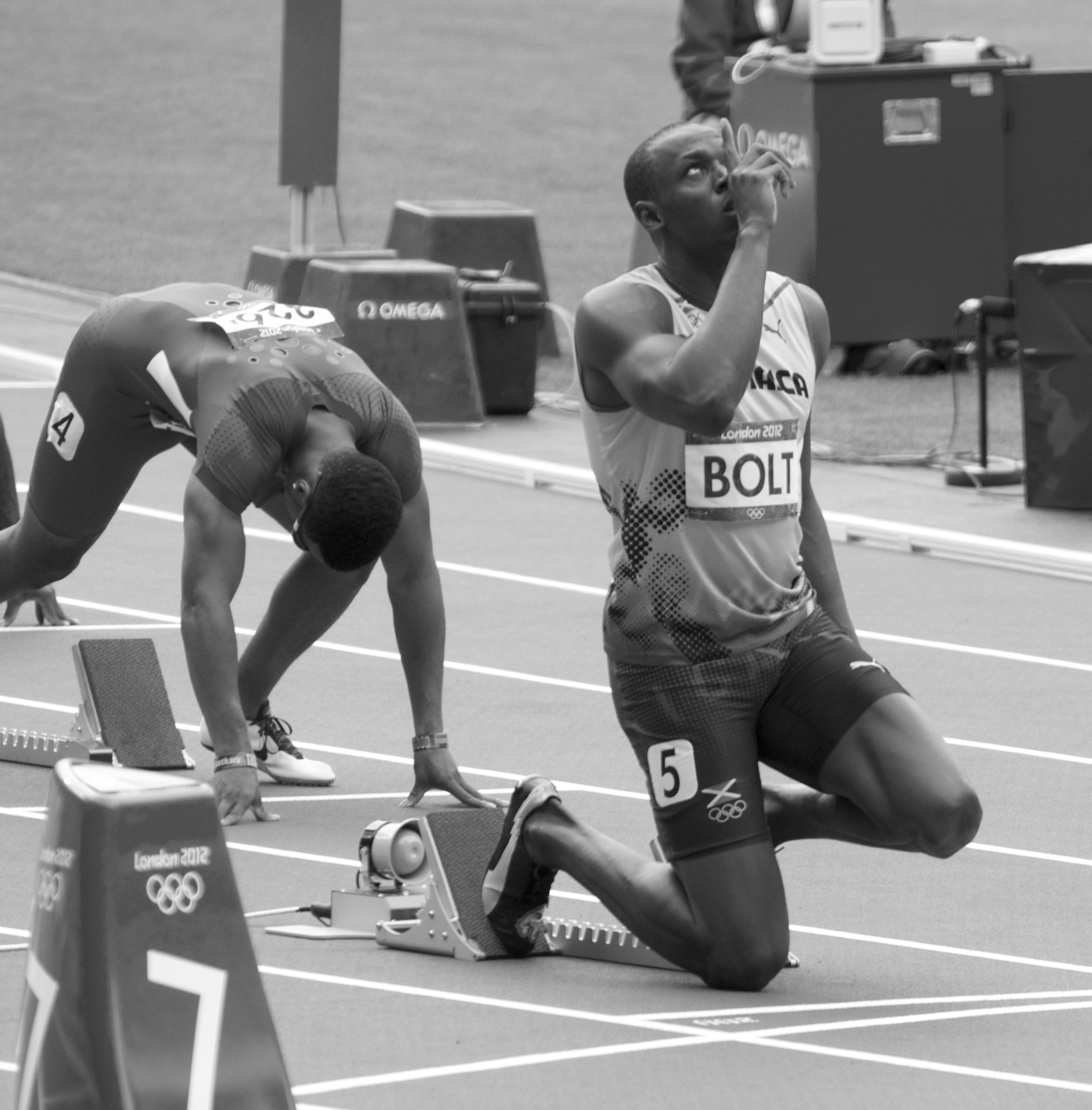
Usain Bolt in Puma-Schuhen

Für die Vermarktung ihrer Produkte schließt Puma Sponsoring-Verträge mit bekannten Sportlern und Sportmannschaften ab. So stattete die Firma beispielsweise zwölf der 32 Teilnehmer der Fußball-Weltmeisterschaft 2006 aus, unter anderem den späteren Weltmeister Italien. An der Endrunde der Fußball-Weltmeisterschaft 2010 in Südafrika nahmen neun von Puma ausgerüstete Mannschaften teil. Eine Auswahl der Mannschaften, die von Puma ausgestattet werden:
- Ligavereine: Manchester City, AC Mailand, Newcastle United, RC Lens[55], Stade Rennes, Palmeiras São Paulo[56], Peñarol Montevideo, Borussia Dortmund, SpVgg Greuther Fürth, SV Sandhausen, FSV Zwickau, Hallescher FC, Borussia Mönchengladbach, Holstein Kiel, Servette FC Genève, FC Ingolstadt 04, 1. FC Bocholt, SGS Essen[57], FC St. Pauli[58], RB Leipzig,[59] FK Velež Mostar sowie in der HBL die Füchse Berlin[60], den THW Kiel[61] sowie bis 2024 die Rhein-Neckar Löwen[62].
- Nationalmannschaften: Im Handball Deutschland[63] und Dänemark, sowie im Fußball Elfenbeinküste, Ghana, Marokko, Namibia, Österreich, Schweiz, Serbien, Togo, Tschechien, Uruguay, Israel.
- Puma unterstützt den Leichtathletikverein LAZ Puma Rhein-Sieg.[64]
- Puma ist offizieller Partner der Formel 1 und stattet bekannte Teams wie Mercedes-AMG und die Scuderia Ferrari aus.

### Markenbotschafter
- Fußballer: Antoine Griezmann, Neymar Jr, Marco Reus, Sergio Agüero, Falcao, Mario Balotelli, Cesc Fàbregas, Marko Arnautovic, Olivier Giroud, Alexandra Popp, Ramona Bachmann, Marta und Virginia Kirchberger[65]
- Motorsportler: Lewis Hamilton
- Basketballer: LaMelo Ball, Terry Rozier, Kyle Kuzma, Michael Porter Jr., DeMarcus Cousins, Deandre Ayton, Kendrick Nunn, Marcus Smart, Danny Green, Derrick Jones Jr., RJ Barett, Rudy Gay, Marvin Bagley, Sterling Brown, Kevin Knox und Kevin Porter Jr.
- Golfer: Rickie Fowler, Ian Poulter, Lexi Thompson, Graham DeLaet, Greg Norman und Will MacKenzie
- Läufer: Usain Bolt, Gesa Krause, Molly Seidel
- Musiker: Rihanna, BTS, The Weeknd[66], Selena Gomez[66], Big Sean, Dua Lipa[67]
- Influencer: Pamela Reif[68]

Darüber hinaus verfolgt Puma gemeinsam mit dem Model Cara Delevingne und dem New York City Ballet mit der Kampagne „Do You“ das Ziel, das Selbstbewusstsein von Frauen zu stärken und zu animieren.

## Aktien
Zum 20. September 2021 wurde die Aktie des Unternehmens im Zuge einer Indexreform in den DAX aufgenommen. Am 19. Dezember 2022 kehrte sie in den MDAX zurück. Die größten Aktionäre waren Anfang 2024:
- François Pinault und Familie (30 %)
- T. Rowe Price (5,1 %)
- Kering (5 %)
- Norges Bank (2,9 %)
- DWS Group (2,9 %)

## Kennzahlen
Die Unternehmenskennzahlen haben sich wie folgt entwickelt:
| Jahr                                | 2017   | 2018   | 2019   | 2020   | 2021   | 2022   | 2023   |
| ----------------------------------- | ------ | ------ | ------ | ------ | ------ | ------ | ------ |
| Umsatz (in Mio. Euro)               | 4.136  | 4.648  | 5.502  | 5.234  | 6.805  | 8.465  | 8.602  |
| Ergebnis nach Steuer (in Mio. Euro) | 136    | 187    | 262    | 79     | 310    | 354    | 305    |
| Bilanzsumme (in Mio. Euro)          | 2.871  | 3.228  | 4.378  | 4.684  | 5.728  | 6.773  | 6.640  |
| Anzahl Mitarbeiter                  | 11.787 | 12.894 | 14.332 | 14.374 | 16.125 | 18.071 | 18.681 |

## Kritik
Puma wurde im Jahr 2007 von der Clean Clothes Campaign kritisiert. Die von Puma gezahlten Löhne würden in El Salvador nicht für den Grundbedarf an Lebensmitteln ausreichen. Arbeitnehmerinnen seien deswegen gezwungen, auf Pausen zu verzichten und Überstunden zu leisten, um über Zuschläge und Bonusleistungen ihren Verdienst aufzustocken. In Zulieferbetrieben würden Arbeitnehmerinnen zum Teil beschimpft und körperlich misshandelt.

### Ausstattung der Kameruner Fußballnationalmannschaft
Als Teil der neuen Marketingstrategie wurde ein völlig neues Sports-Kit für die Herren-Fußballnationalmannschaft von Kamerun entworfen. Die Nationalmannschaft erschien zum Afrika-Cup 2004 in einem neu entworfenen Einteiler (das Kamerun UniQT). Das Trikot ist körperbetont, die Shorts sind mit dem hautengen Trikot vernäht.
Die FIFA sah diese Sportkleidung jedoch als Verstoß gegen die eigenen Regeln, die besagen, dass die Sportkleidung aus einem Trikot und einer Hose besteht. Gegen das Team von Kamerun wurde eine Strafe von 200.000 Schweizer Franken (etwa 125.000 Euro) verhängt, zudem zog man der Mannschaft für die Qualifikation zur WM 2006 sechs Punkte ab. Als Reaktion darauf klagte Puma gegen die FIFA. Der Punktabzug wurde von der FIFA wieder zurückgenommen, und beide Parteien einigten sich gütlich. Puma behält sich jedoch das Recht vor, seinen Einteiler noch einmal auf den Markt zu bringen.

### Trikotgate
Beim Gruppenspiel Schweiz gegen Frankreich der Fußball-Europameisterschaft 2016 am 19. Juni 2016 rissen während des Spiels insgesamt sieben Schweizer Trikots. Der Hersteller Puma erklärte dazu, dass die Garne der betroffenen Trikots während der Produktion beschädigt wurden.

### Unterstützung israelischer Siedlungsvereine
Als Hauptsponsor der Israel Football Association stattet Puma damit auch Vereine in den illegalen Siedlungen auf besetztem palästinensischem Land aus. Mehrere hundert palästinensische Vereine haben Puma daher aufgefordert, das Sponsoring zu beenden. Puma kündete im Dezember 2023 an, im folgenden Jahr sein Sponsoring der israelischen Fußballnationalmannschaft zu beenden.

### Baumwolle aus Xinjiang
STRG F hat Baumwolle von Puma-Produkten analysiert. Die Ergebnisse zeigen, dass Puma entgegen eigenen Behauptungen Baumwolle aus Xinjiang bezieht. In Xinjiang gibt es Umerziehungslager der chinesischen Regierung, wo Minderheiten zum Ernten und Weiterverarbeiten von Baumwolle gezwungen werden.

## Bildergalerie

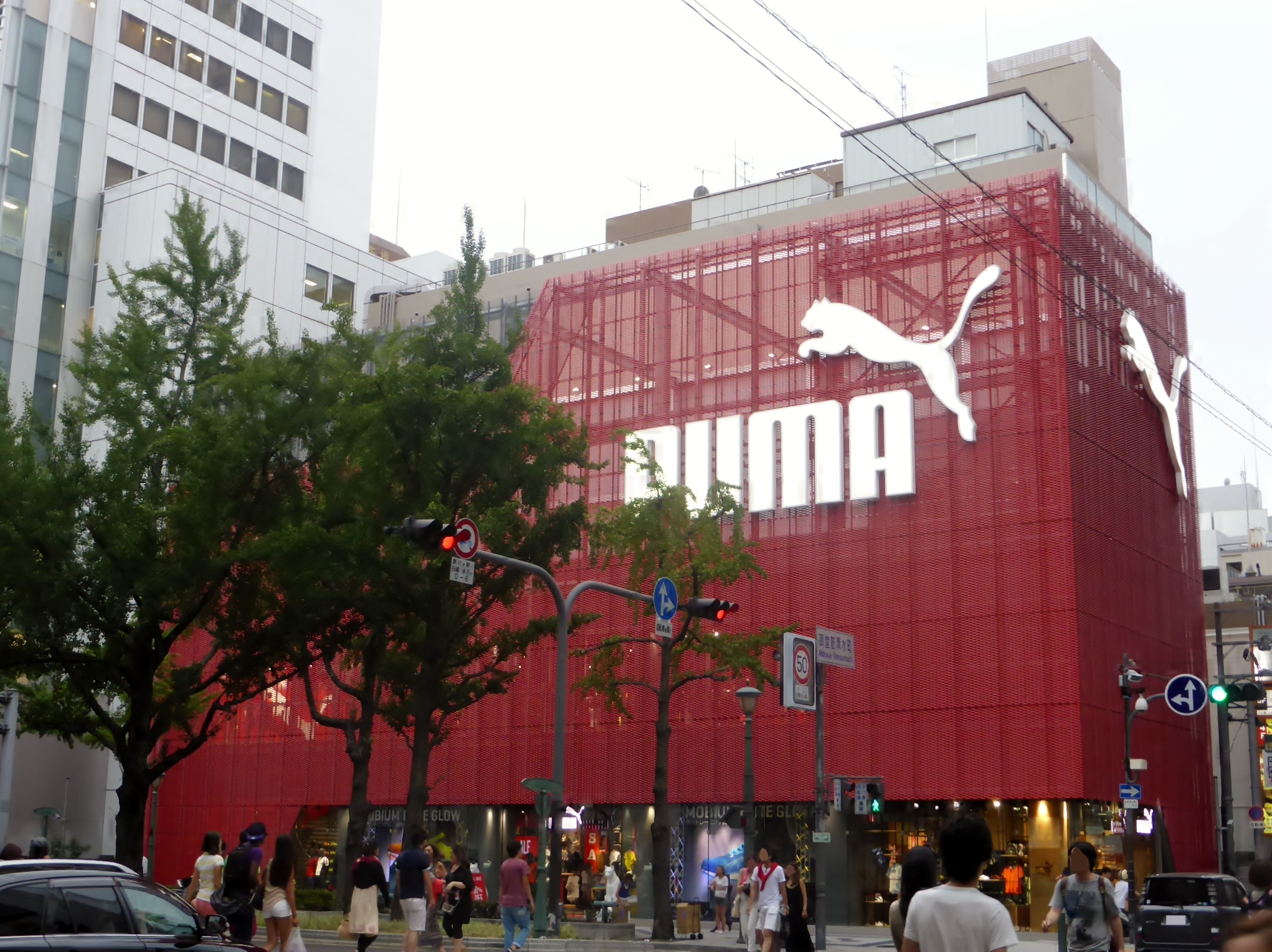
Puma-Ladengeschäft in Osaka
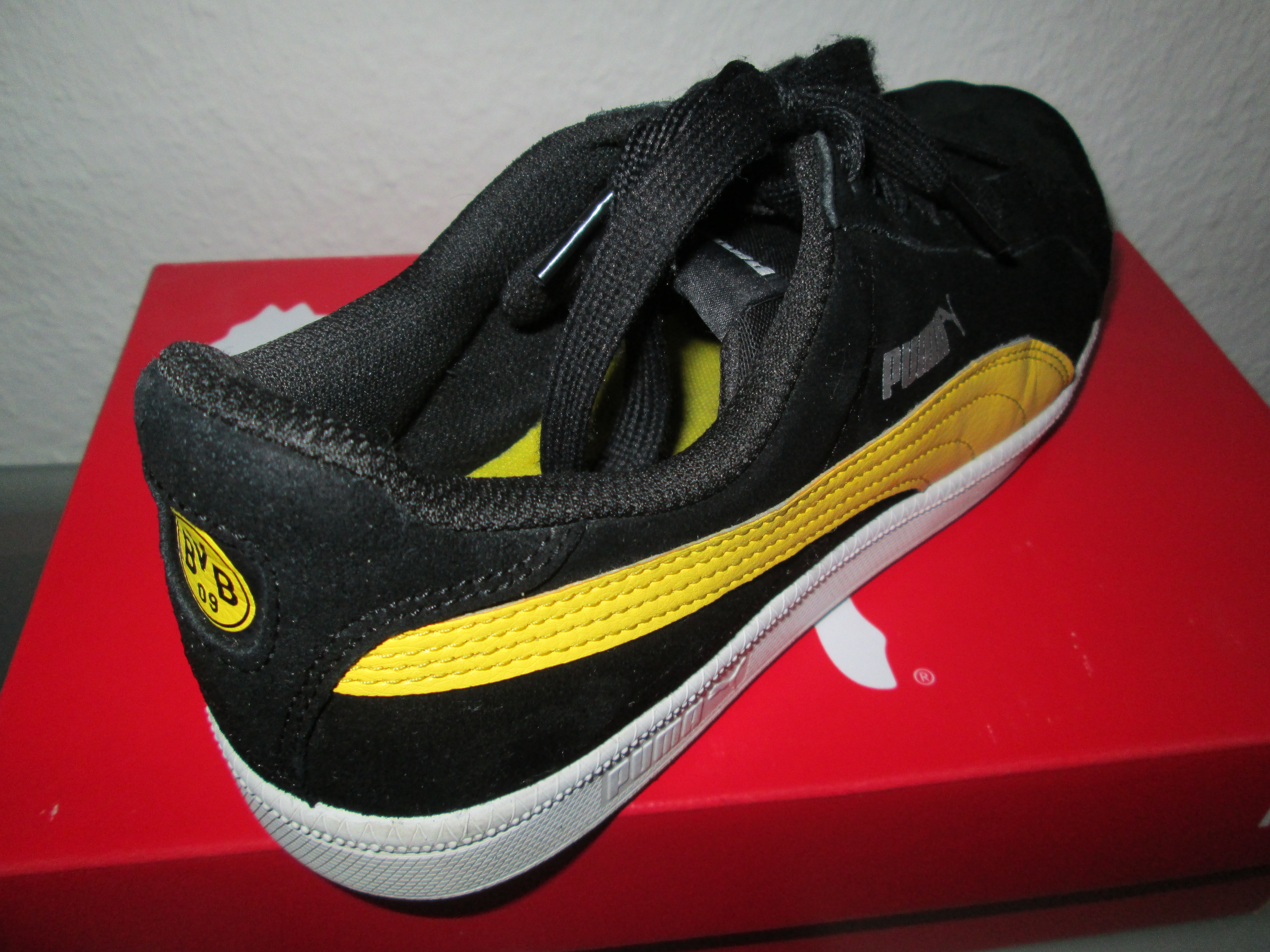
Schuhmodell Smash BVB Suede
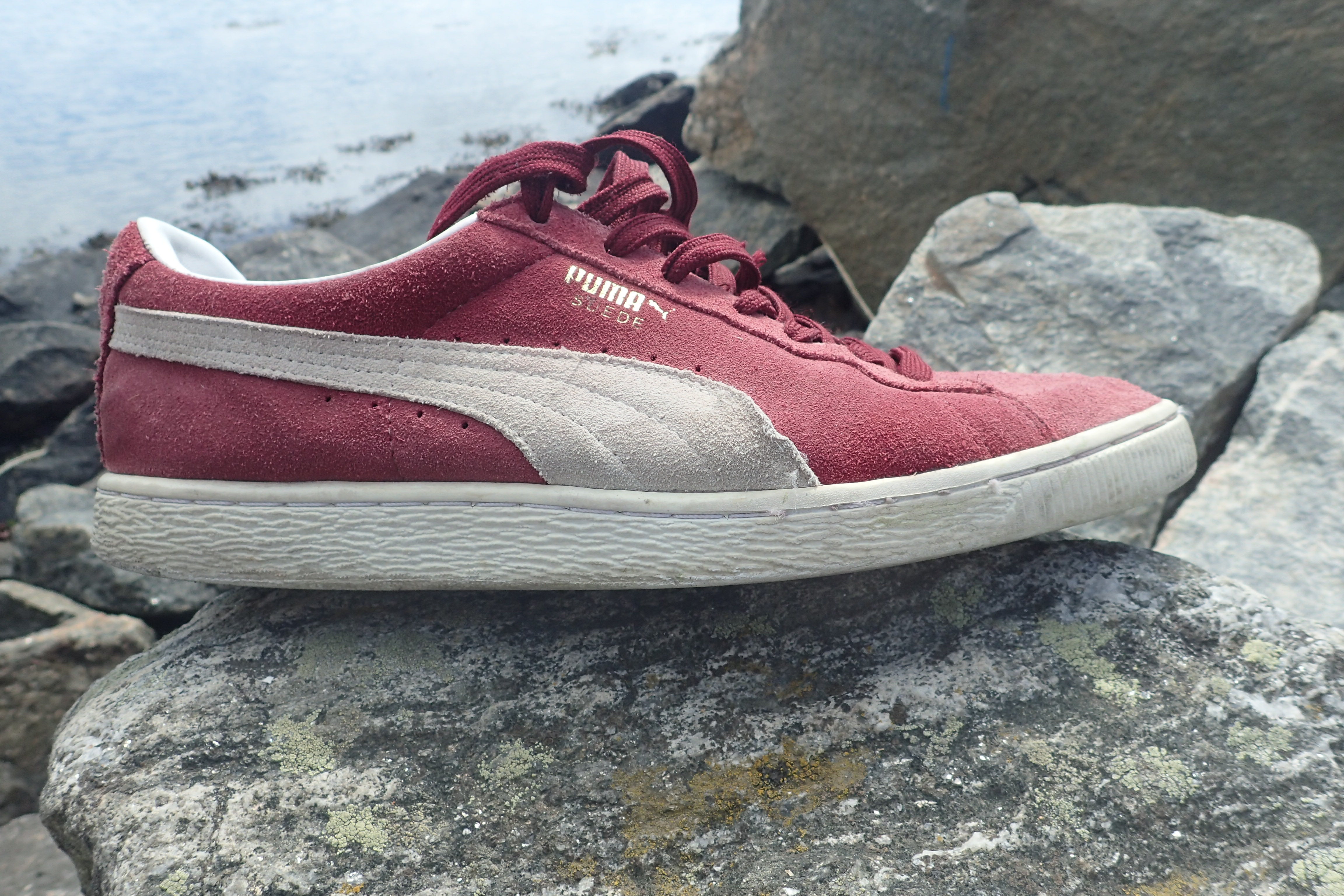
Schuhmodell Suede
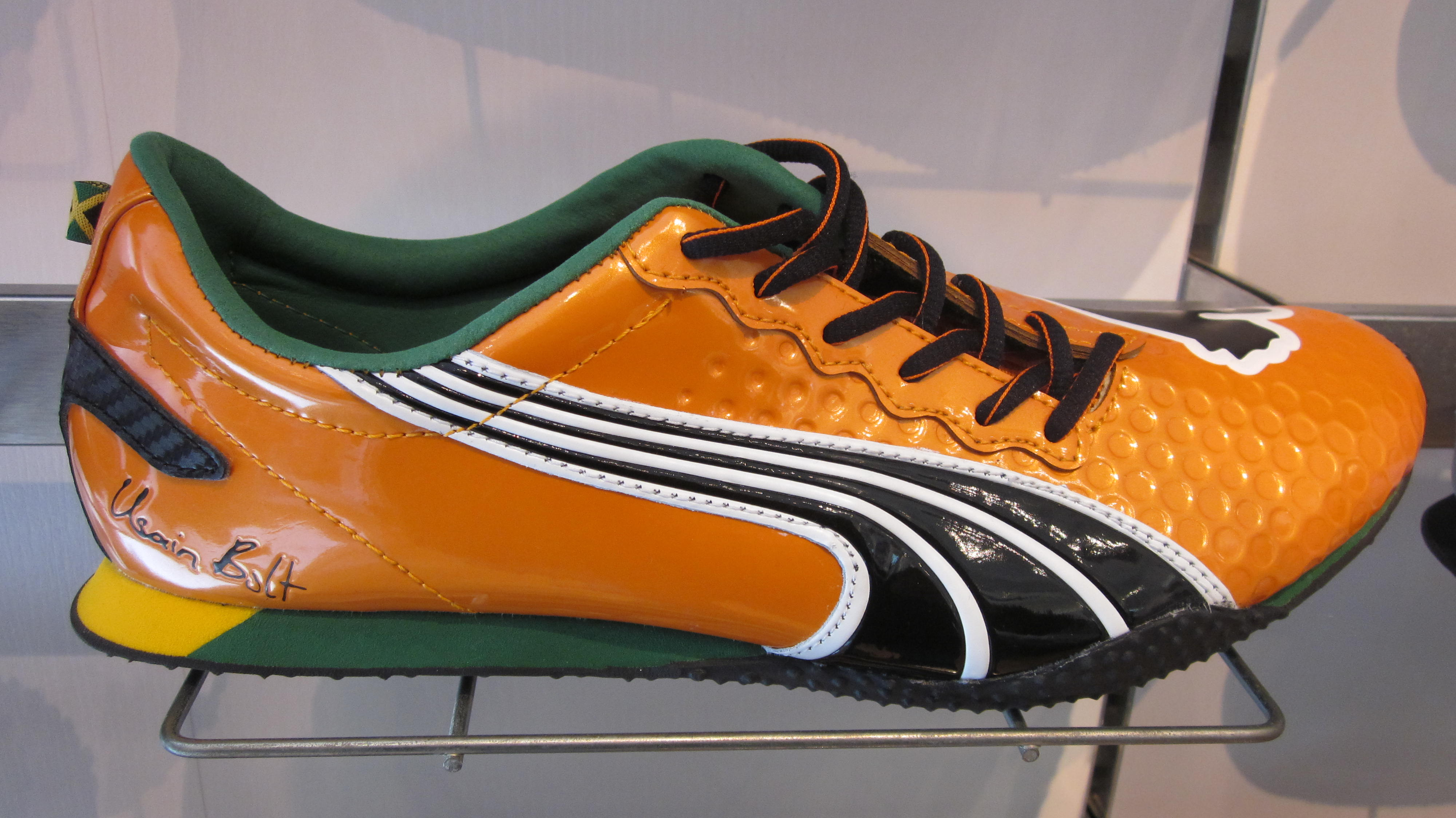
Schuhmodell Street Yam mit Unterschrift von Usain Bolt
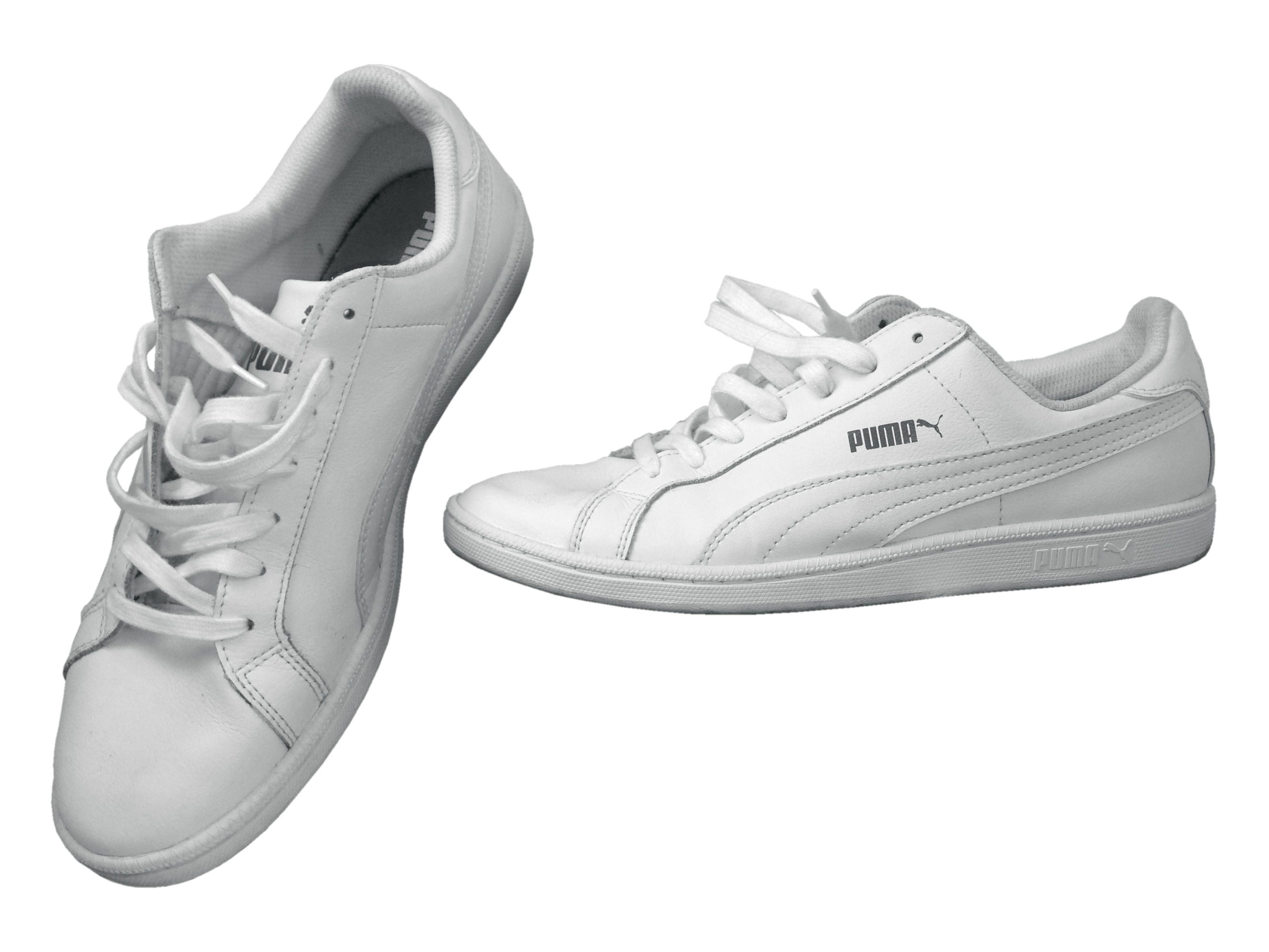
Klassischer Puma-Tennisschuh
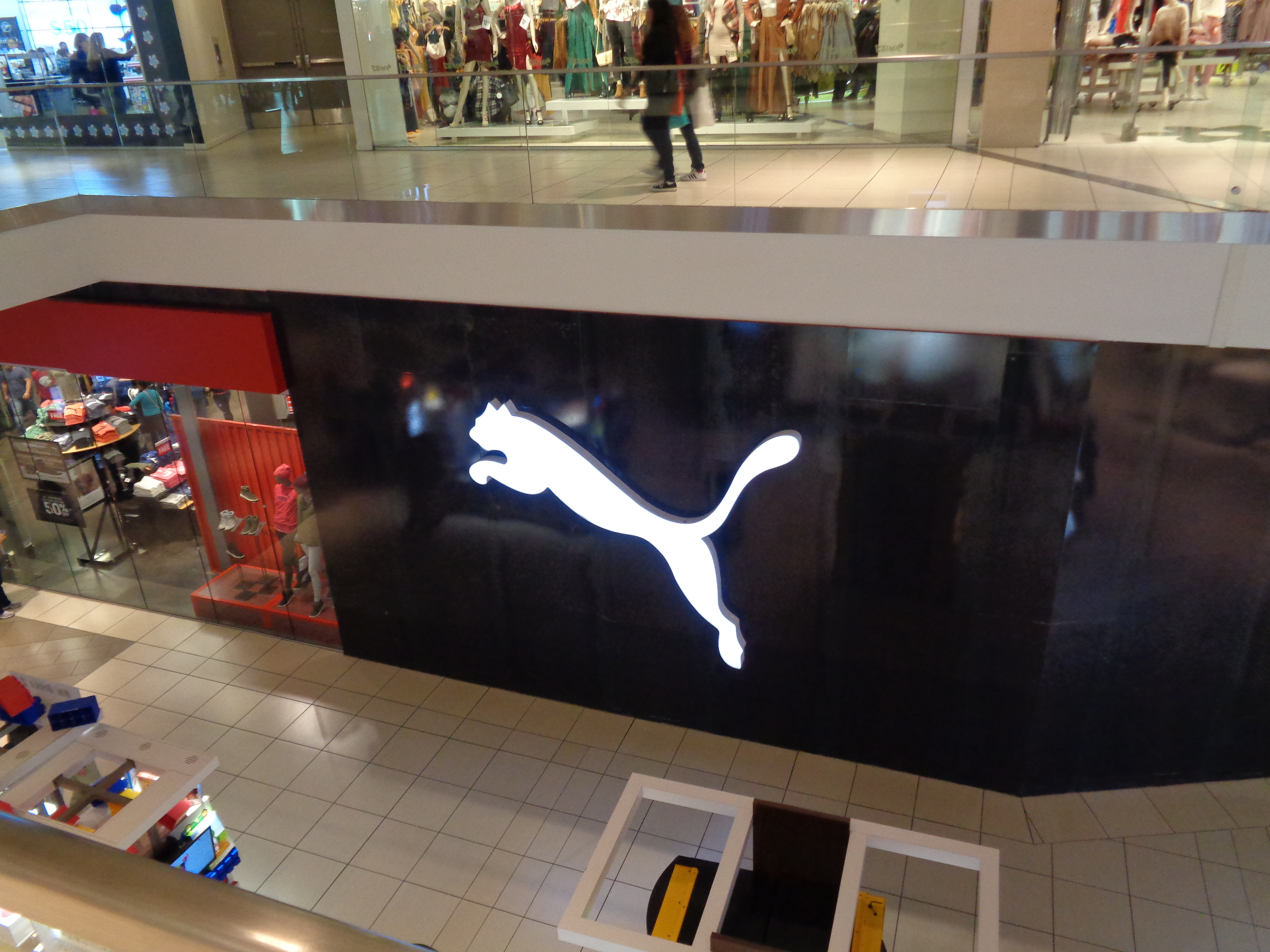
Puma-Outlet in Elizabeth (New Jersey)
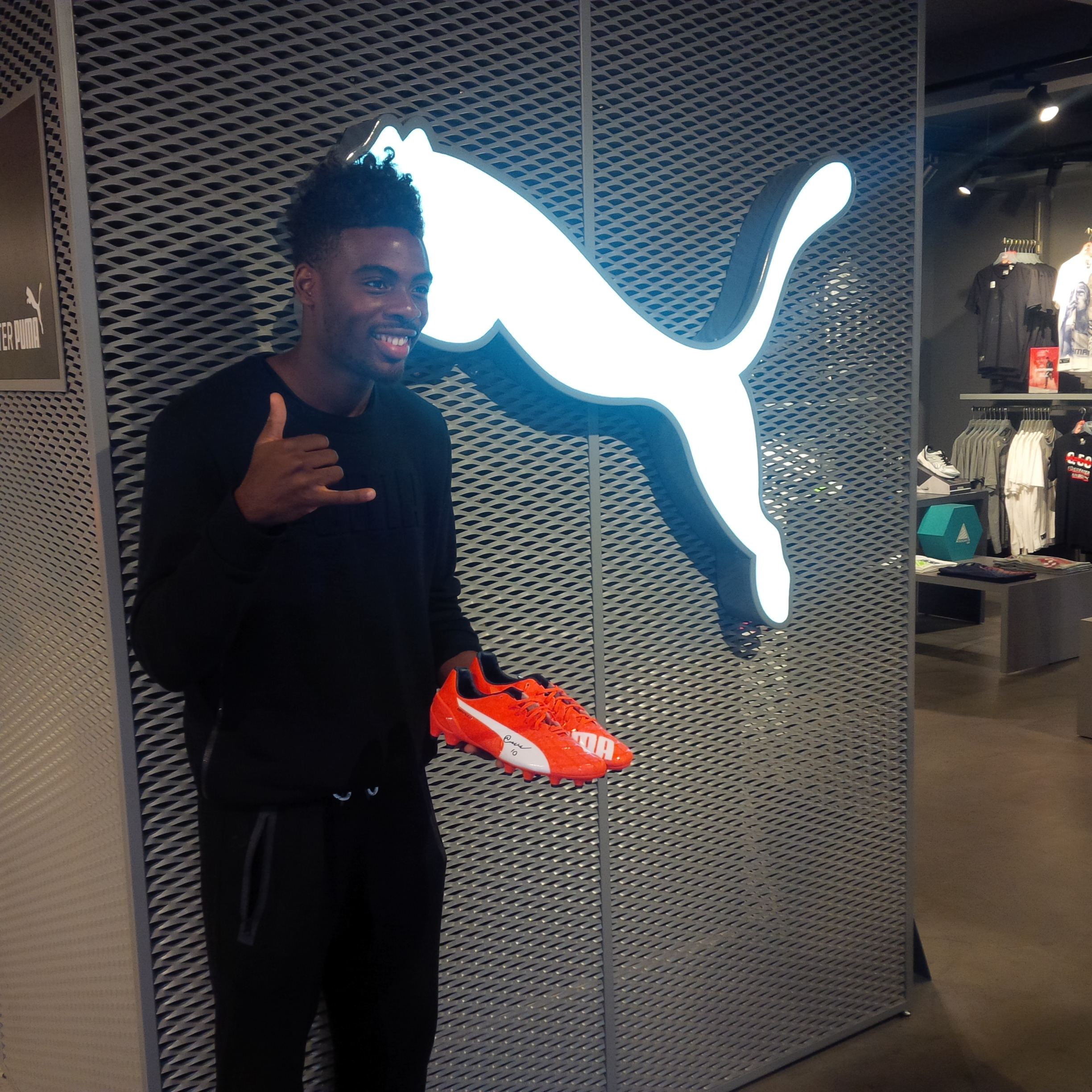
Nathan Oduwa vor dem Puma-Logo
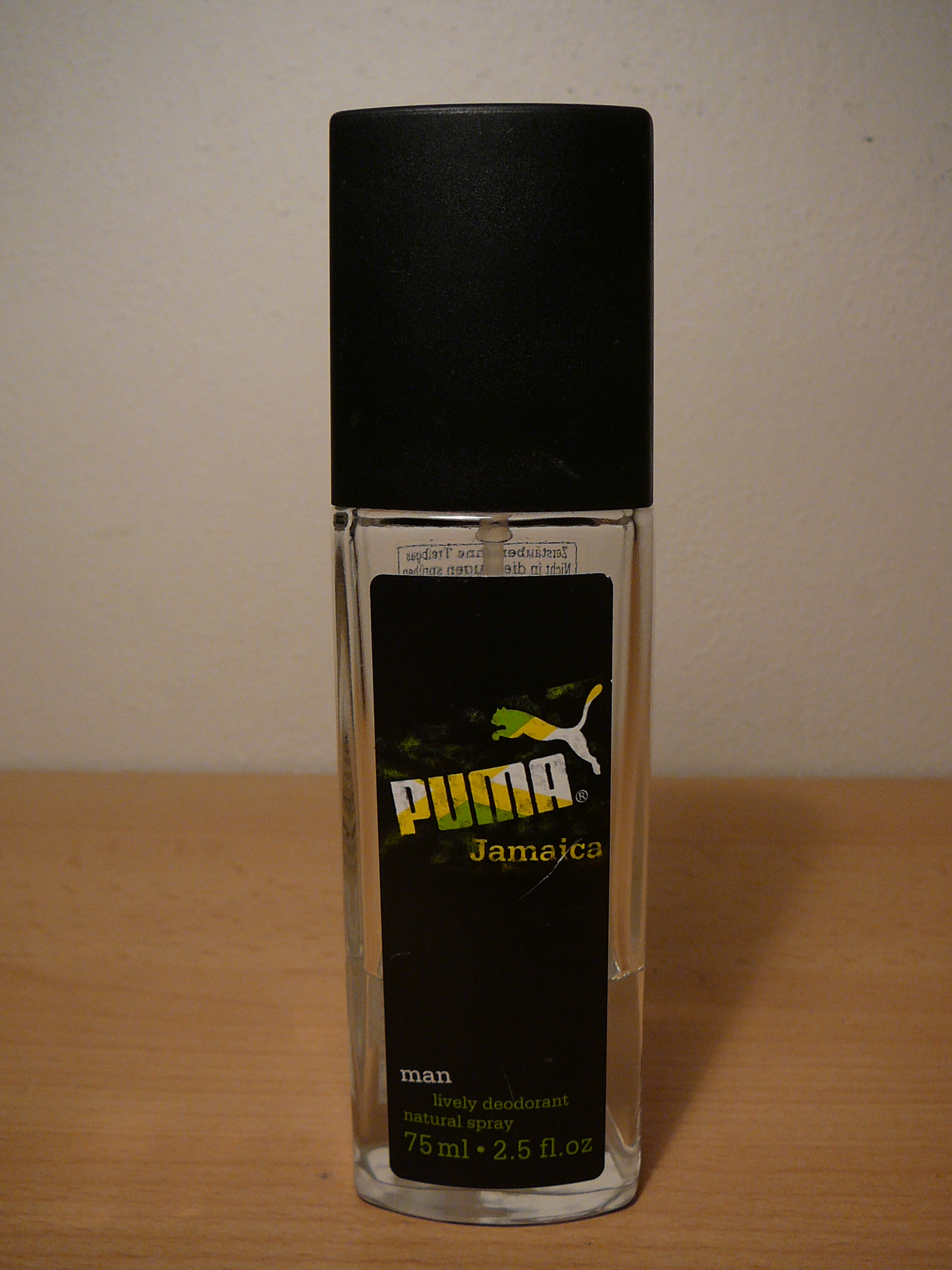
Puma-Herrenkosmetik
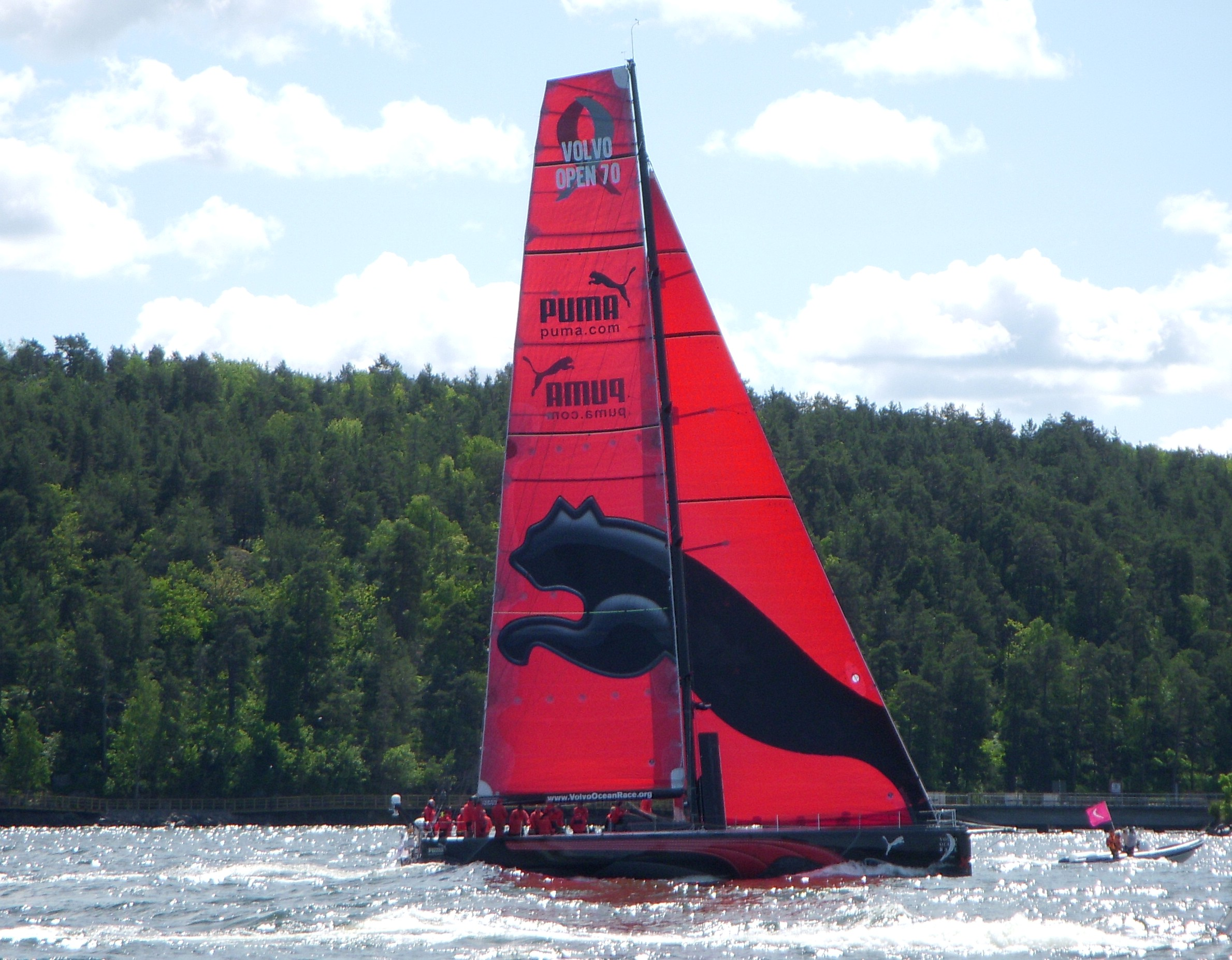
Puma Ocean Racing powered by Berg Propulsion
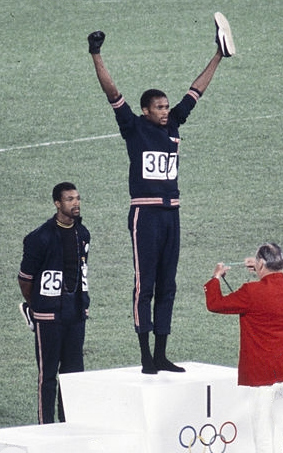
Tommie Smith mit Schuhmodell Suede, 1968